# The zone of malleable fears
The zone of malleable fears is een studioalbum van Brendan Pollard.

## Inleiding
Pollard is binnen de elektronische muziek bekend vanwege lange tracks, hij is muzikaal volgeling van de Berlijnse School voor elektronische muziek. Voor dit album maakte hij een uitzondering; hij had in de voorafgaande jaren een storyboard in zijn hoofd, waarop hij zijn muzikale ideeën losliet. Het resulteerde in een album met kortere tracks, zoals Tangerine Dream ook wel deed ten tijde van de soundtrack van Sorcerer. Ook op dit album gebruikte Pollard voornamelijk analoge synthesizers etc., waaruit hij de meest droeve en angstige klanken haalde. The zone of malleable fears betekent in ruime zin het gebied van kneedbare angsten.

## Musici
Brendan Pollard – analoge (modulaire) synthesizers, mellotron, sequencer, elektronica

## Muziek
| Nr. | Titel                                   | Duur |
| --- | --------------------------------------- | ---- |
| 1.  | Levada-the traveller                    | 3:49 |
| 2.  | Probe                                   | 2:22 |
| 3.  | Institute of shift and validation       | 8:56 |
| 4.  | The zone of malleable fears             | 3:31 |
| 5.  | Voids of intuition                      | 3:01 |
| 6.  | Steel blue sphere                       | 3:33 |
| 7.  | Sol 173                                 | 3:10 |
| 8.  | Venture to the circles                  | 9:41 |
| 9.  | Ocean of time                           | 3:25 |
| 10. | The cavern of extractions and utilities | 2:58 |
| 11. | Scanner rate                            | 6:34 |
| 12. | Burning sun                             | 3:29 |
| 13. | Deflection mode                         | 6:45 |
| 14. | Arrival at the arc of vermillion        | 5:17 |